# Encarnació de Crist

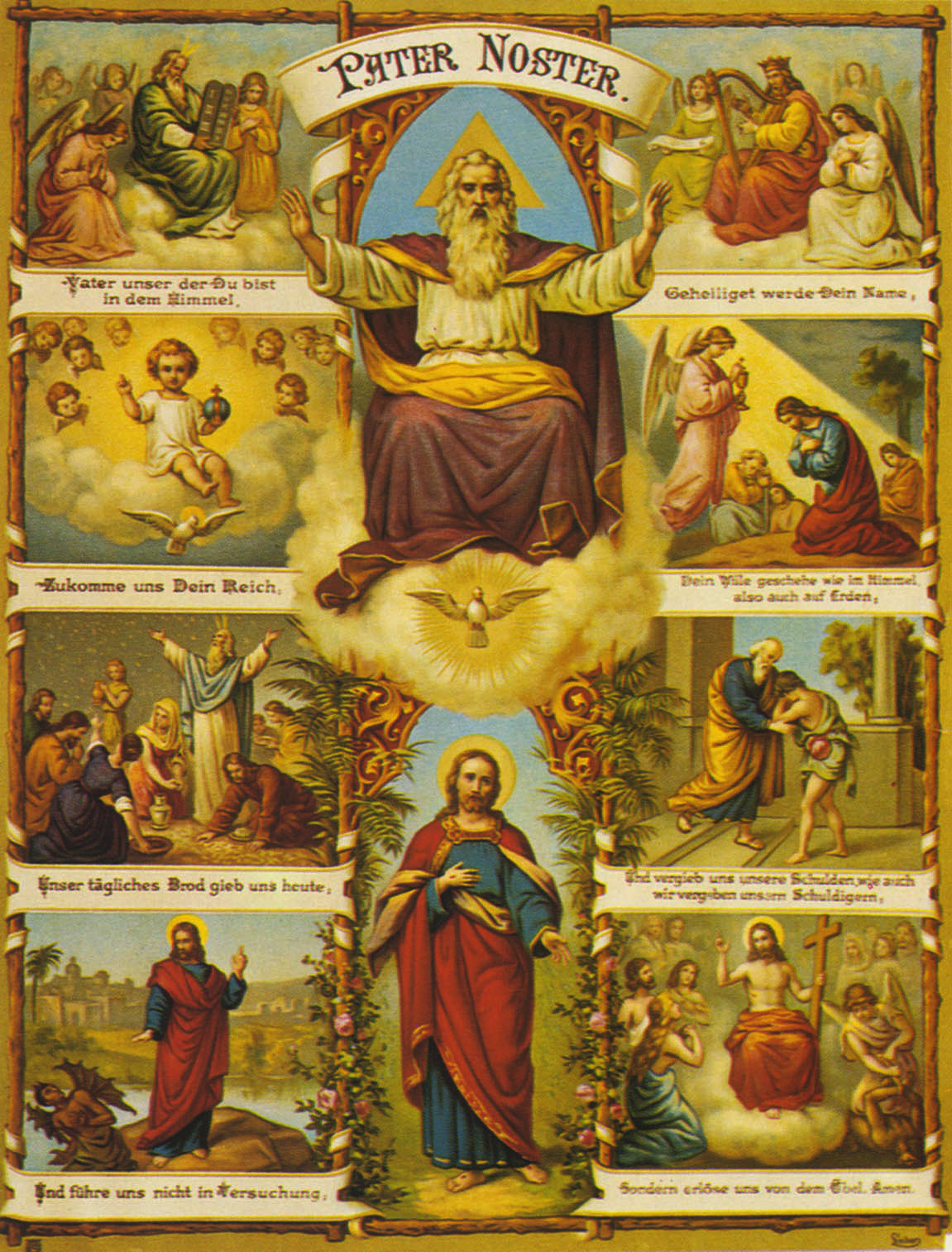
L'Encarnació mostrada com a part del cicle de la vida de Jesús, on la Trinitat ocupa la columna central, per Fridolin Leiber,

L'Encarnació és la creença cristiana que Jesucrist, la segona persona de la Santíssima Trinitat, també conegut com el Fill de Déu o con el Verb esdevingué carn en ser concebut a les entranyes d'una dona, la Verge Maria, també anomenada la Teotokos.
L'Encarnació és un ensenyament teològic fonamental del cristianisme de Nicea, basat en l'enteniment del Nou Testament. L'Encarnació representa la creença que Jesús, que és la segona no creada hipòstasi del Déu Tri, pren un cos i una naturalesa humana i esdevé tant home com Déu, amb la naturalesa humana sent assumida, no absorbida. A l'Evangeli de Joan aquesta definició apareix clarament: « El qui és la Paraula s'ha fet home i ha habitat entre nosaltres»
A l'Encarnació, com es definí tradicionalment per a aquelles esglésies que s'adheriren al concili de Calcedònia, la naturalesa divina del Fill va quedar unida però no barrejada amb la naturalesa humana en una Persona divina, Jesucrist, que és, inseparablement, veritable Déu i veritable home. L'Encarnació es commemora i se celebra cada any per Nadal, i també es pot fer referència a la Festa de l'Anunciació.
L'Encarnació és un punt central a la fe de la majoria dels cristians, tot i que durant el transcurs dels segles han sorgit opinions i visions sobre l'assumpte (entre ells els gnòstics, els nestorians, els monofisites, els ebionites o a l'Evangeli dels Hebreus), totes elles rebutjades per les principals branques del cristianisme.

## Etimologia
El terme encarnació prové del verb llatí eclesiàstic incarno, derivat ell mateix del prefix in- i del nom caro, "carn", i significa "fet carn. El verb incarno no apareix a la Bíblia llatina, però el terme deriva de l'Evangeli de Joan: «et Verbum caro factum est»

## Descripció i desenvolupament de la doctrina tradicional
Al cristianisme primitiu hi havia considerables desacords entre els cristians sobre la naturalesa de l'Encarnació de Crist. Si bé tots els cristians creien que Jesús era el Fill de Déu, la naturalesa exacta del Fill de Déu era motiu de disputa, conjuntament amb la relació precisa del Déu Pare, el Fill i l'Esperit Sant, referits al Nou Testament. Si bé Jesús era clarament el Fill, què volia dir això exactament? El debat sobre aquesta qüestió va ser freqüent durant els primers quatre segles del Cristianisme, involucrant els jueus cristians, el gnòstics (els quals la negaven) els arrians (que afirmaven que Jesús va ser un ésser creat amb atributs divins, però no era Déu en i per si mateix) o Atanasi d'Alexandria.

### El Concili de Nicea, 325
Finalment, l'Església Cristiana acceptà l'ensenyament de Sant Atanasi d'Alexandria i els seus aliats, segons el qual Crist és l'encarnació de la segona persona eterna de la Trinitat, que és veritable Déu i veritable home simultàniament. Totes les creences divergents van ser definides com a herètiques. Això incloïa el docetisme, que afirmava que Jesús era un ésser diví que havia pres l'aparença humana però no la seva carn; l'arrianisme, que afirmava que Jesús era un ésser creat; i el nestorianisme, que mantenia que el Fill de Déu i l'home, Jesús, compartien el mateix cos però mantenien dues naturaleses separades.
La definició més àmpliament acceptada sobre l'Encarnació i la naturalesa de Jesús va fer-se durant el Primer Concili de Nicea del 325, el concili d'Efes del 431 i al concili de Calcedònia del 451. Aquests concilis declararen que
| « | Seguint els sants Pares, ensenyem unànimement a confessar un sol i idèntic Fill, nostre Senyor Jesucrist, perfecte, ell mateix, en la divinitat i perfecte en la humanitat, veritable Déu i veritable home, compost d'una ànima raciona i d'un cos, consubstancial al Pare segons la divinitat, consubstancial a nosaltres segons la humanitat, «semblant a nosaltres en tot, llevat del pecat»; engendrat del Pare abans de tots els segles segons la divinitat, i, als seus darrers dies, per nosaltres i per la nostra salvació, nascut de la Verge Maria, Mare de Déu, segons la humanitat. Un sol i idèntic el Crist, Senyor, Fill únic, que hem de reconèixer en dues naturaleses, sense confusió, sense canvi, sense divisió, sense separació. La diferència de naturaleses no és suprimida de cap manera per la seva unió, sinó que més aviat les propietats de cadascuna se salvaguarden i es reuneixen en una sola persona i en una sola hipòstasi. | » |

Finalment, el Cinquè concili de Constantinoble del 553, declarà que «Només hi ha una sola hipòstasi (o persona), que és nostre Senyor Jesucrist, un de la Trinitat»

### Ortodoxos orientals i catòlics bizantins
El significat de l'Encarnació ha estat extensivament debatut durat tota la història del cristianisme, i ha estat objecte d'incomptables himnes i pregàries. Per exemple, a la Litúrgia Divina de Sant Joan Crisòstom (400), emprada pels ortodoxos i pels catòlics bizantins, s'inclou aquest "Himne al Fill Unigènit":
Oh, Fill unigènit i Paraula de Déu
Qui, essent immortal
Dignat per la nostra salvació
Et vas encarnat
De la Santa Mare de Déu i sempre Verge Maria
I et vas fer home sense vanvi;
Vas ser crucificat
Oh Crist, Déu nostre,
I amb la mort has trepitjat la Mort,
Sent un de la Santíssima Trinitat
Glorificat amb el Pare i l'Esperit Sant
Salva'ns!

### Esglésies sirianes occidentals
Les Esglésies Siríaques Occidentals (ortodoxa Siríaca, ortodoxos malankares, catòlics siríacs i maronites) celebren principalment el Sant Qurbono de Sant Jaume semblant al ma'neetho, un himne poètic, tradicionalment atribuït a Sant Sever, Patriarca d'Antioquia (465-538):
Us exalto, Senyor i Rei,
Fill unigènit i Verb
del Pare celestial,
Immortal per naturalesa, vau baixar per la gràcia
per la salvació
i la vida per tota la raça humana, us vau encarnar
de la santa
gloriosa, pura Verga
Maria, Mare de Déu
i esdevinguéreu home sense canvi;
crucificat per nosaltres.
Oh Crist, Déu nostre,
que per la teva mort vas trepitjar i sacrificar la nostra mort,
que ets Un de la Santíssima Trinitat,
adorat i honorificat
amb el Pare i l'Esperit Sant,
Tingueu pietat de nosaltres.
Els credos Anastasià i de Nicea tenen una definició tradicional semblant de l'Encarnació.

## Al Protestantisme
L'enllaç entre l'Encarnació i l'expiació i la teologia sistemàtica és complex. Amb els models tradicionals de l'expiació, com la substitució, la satisfacció o el Crist Victoriós, Crist ha de ser humà per tal que el Sacrifici de la Creu sigui eficaç per "esborrar" i/o "conquerir" els pecats dels homes. A "La Trinitat i el Regne de Déu", Jürgen Moltmann diferència entre el que anomena l'Encarnació "fortuïta" i "necessària". La Necessària dona un èmfasi soteriològic a l'encarnació: el Fill de Déu esdevé un home per tal de salvar-nos del pecat. La Fortuïta, per l'altre costat, parla de l'Encarnació com el compliment de l'Amor de Déu, en el seu desig d'estar present i de viure enmig dels homes, per "caminar al jardí" amb nosaltres. Moltmann afavoreix l'Encarnació Fortuïta principalment a causa que sent que parlar d'una encarnació per necessitat és fer una injustícia ver la vida de Jesucrist.

## Visions alternatives sobre l'Encarnació

### Miquel Servet
Durant la Reforma, Miquel Servet ensenyà una teologia sobre l'Encarnació que negava el trinitarianisme, insistia que els trinitarians eren essencialment triteistes que havien rebutjat el monoteisme bíblic en favor de la filosofia grega. El Fill de Déu, segons Servet, no és un ésser existent eternament, sinó més aviat un Logos abstracte (una manifestació del Déu Veritable, no pas una persona separada) encarnat. Per aquest motiu, Servet es negà a anomenar a Crist el "Fill etern de Déu", preferint anomenar-lo en canvi "el Fill del Déu etern".
En descriure la teologia del Logos de Servet, Andrew Dibb comentà que «Al Gènesi Déu es revela a si mateix com el creador. A Joan revela que creà mitjançant la Paraula, o "Logos". Finalment, també a Joan, diu que aquest "Logos" esdevingué carn i "habità entre nosaltres". La creació va tenir lloc mitjançant la paraula dita, quan Déu diu "que hi hagi..." La paraula dita del Gènesi, el "Logos" de Joan, i el Crist, tots són un i el mateix.»
Condemnat tant per les esglésies Catòlica com Calvinista sobre la seva Cristologia heterodoxa, Servet va ser cremat a la foguera com a heretge el 1553 pels calvinistes a Ginebra. El reformador francès Joan Calví, que afirmà que s'asseguraria de la mort de Servet si posava els peus a Ginebra a causa de les seves opinions sobre la Trinitat i el sagrament del Baptisme, demanà que fos decapitat com a traïdor en comptes de cremat com a heretge; però les autoritats insistiren a cremar-lo.

### Els Arians anglesos
Els Arians posteriors a la Reforma, com William Whiston, sovint mostraren una visió de l'Encarnació mantenint la preexistència personal de Crist. Whiston considerà l'encarnació del Logos que havia preexistit com «una existència metafísica, en potència o en la forma més alta i sublim al Pare i la seva Saviesa o Paraula abans de la seva Creació o Generació real.»

### El Socinianisme i l'Unitarisme
Servet negà l'arrianisme perquè negava la divinitat de Jesús, de manera que també hauria d'haver negat el Socinianisme com una forma d'arrianisme que tant nega que Jesús és Déu i que també que Jesús existís conscientment abans del seu naixement, la qual cosa acceptaven la majoria de grups arians. Fausto Sozzini i escriptors de la Petita Església Polones com Samuel Przypkowski, Marcin Czechowic o Johann Ludwig von Wolzogen veien l'encarnació primàriament com una funció del paternalisme. Nominalment el Crist és "Fill de l'Home" a causa del seu costat matern, i també és literalment el "Fill de Déu" pel seu costat patern. El concepte de l'Encarnació ("El Verb es va fer carn i habità entre nosaltres») va ser l'enteniment del la "Paraula" o "Logos" del Salm 33 havent estat fet home mitjançant un naixement virginal. Sozzini, Przypkowski i d'altres escriptors socinianistes es diferenciaven de Serven en afirmar que Jesús havia "descendit dels Cels" principalment en termes de la concepció miraculosa de Maria i no en el sentit literal que Jesús estava als Cels.
Actualment gairebé no existeixen esglésies socinianistes, i el grup principal és el dels cristadelfians; i entre altres grups estan l'Església de la Conferència General de Déu (Fe Abràmica) i l'Església de l'Esperança Beneïda. Els socianistes actuals posen èmfasi en que el "fet carn" no és simplement "fet un cos", sinó que l'encarnació (terme que aquests grups intenten evitar) requereix que Jesús tingui la mateixa naturalesa mortal i sotmesa a la temptació que la seva mare.

### La visió Unicitària de l'Encarnació
En contrast a la visió tradicional de l'Encarnació citada anteriorment, els Pentecostalistes Unicitaris creuen en la doctrina de la Unitat. Si bé el cristianisme tradicional ensenya que Déu és un esperit "singular", els Unicitaris rebutgen la idea de la Trinitat; i la seva doctrina ensenya que és un únic Déu que es manifesta de maneres diferents, en oposició a la Trinitat, on Déu és vist com un consistent en 3 persones diferents.
Segons els Pentecotalistes Unicitaris, Jesús és vist com algú plenament diví i plenament humà. El terme Pare es refereix al mateix Déu, que causà la concepció del Fill en Maria, esdevenint així el pare del fill que ella tingué. El terme Fill es refereix al cos on Jesús es va fer, i l'Esperit Sant es refereix a la manifestació de l'Esperit de Déu dins i al voltant del seu poble. Així el Pare no és el Fill (i aquesta distinció és crucial) però està en el Fill com la completació de la seva naturalesa divina.